# اوستر اتوکرات
اوستر اتوکرات (به انگلیسی: Auster_Autocrat) یک هواگرد ملخ‌پیشین تک‌موتوره از نوع تفریحی ساخت شرکت Auster Aircraft Limited است. هواگرد اوستر اتوکرات نخستین پروازش را در ۱۹۴۵ میلادی انجام داد. این هواگرد در سال ۱۹۴۵ میلادی رسماً معرفی گردید و در سال‌های ۱۹۴۵–۱۹۵۲ تولید شده‌است. در مجموع، تعداد ۴۲۰ فروند از این هواگرد ساخته شده‌است.